# San Vicente (Saipán)
San Vicente es una localidad de la isla de Saipán en las Islas Marianas del Norte, un territorio de Estados Unidos en el Océano Pacífico. se encuentra cerca de la orilla de la bahía de Magicienne, al sur del punto más alto de la isla, el monte Tagpochau. Se conecta a través de la carretera transversal a Susupe en el oeste y con el Capital Hill y Tanapag hacia el norte.